# Harmon megye
Harmon megye az Amerikai Egyesült Államokban, azon belül Oklahoma államban található. Megyeszékhelye és legnagyobb városa Hollis. Lakosainak száma 2488 fő (2020. április 1.). Harmon megye Beckham, Greer, Jackson, Hardeman, Collingsworth és Childress megyékkel határos.

## Népesség
A megye népességének változása:
| Lakosok száma | 2917 | 2926 | 2898 | 2869 | 2788 | 2488 |
|               | 2010 | 2011 | 2012 | 2013 | 2015 | 2020 |